# Vlag van Gorssel

Vlag van de gemeente Gorssel

De vlag van Gorssel was tot 2005 de gemeentelijke vlag van de Gelderse gemeente Gorssel. Het is niet bekend of en vanaf wanneer deze vlag officieel werd gevoerd. De vlag kwam in 2005 te vervallen als gemeentelijke vlag toen de gemeente Gorssel opgenomen werd in gemeente Lochem.

## Beschrijving
De vlag bestaat uit twee banen van gelijke hoogte in de kleuren geel en blauw. In het gele baan is links een blauwe wachttoren afgebeeld. Deze is afkomstig van het voormalige gemeentewapen.

## Geschiedenis
Tijdens het defilé in Amsterdam ter gelegenheid van het veertigjarig regeringsjubileum van koningin Wilhelmina op 6 september 1938 trokken afgevaardigden van iedere Nederlandse gemeente langs de vorstin. Iedere delegatie werd voorafgegaan door een drager met een gemeentevlag. Het feit dat het merendeel van de gemeenten in Nederland op dat moment geen eigen vlag had, bracht de organisatie van het defilé ertoe de ontbrekende vlaggen zelf te ontwerpen. Dit werd een vierkante defileervlag met de kleuren van de betreffende provincievlag met daarop in het kanton een afbeelding van het gemeentewapen. Voor Gelderland was de basis een vlag met twee gelijke horizontale banen in de kleuren geel en blauw. Na het defilé heeft de gemeente Gorssel op een gegeven moment de vlag in een hoogte-breedteverhouding van 2:3 als gemeentevlag aangehouden tot aan het moment van de opheffing.

## Verwante afbeeldingen

Wapen van Gorssel

Ammerzoden 
· Angerlo 
· Batenburg 
· Beesd 
· Bemmel 
· Bergh 
· Bergharen 
· Beusichem 
· Borculo 
· Brakel 
· Didam 
· Dinxperlo 
· Dodewaard 
· Dreumel 
· Echteld 
· Eibergen 
· Elst 
· Ewijk 
· Geldermalsen 
· Gendringen 
· Gendt 
· Gorssel 
· Groenlo 
· Groesbeek 
· Hedel 
· Heerewaarden 
· Hemmen 
· Hengelo 
· Herwen en Aerdt 
· Heteren 
· Heukelum 
· Hoevelaken 
· Horssen 
· Huissen 
· Hummelo en Keppel 
· Hurwenen 
· Kerkwijk 
· Kesteren 
· Laren 
· Lichtenvoorde 
· Lienden 
· Lingewaal 
· Maurik 
· Millingen aan de Rijn 
· Neede 
· Neerijnen 
· Overasselt 
· Rijnwaarden 
· Rossum 
· Ruurlo 
· Steenderen 
· Ubbergen 
· Valburg 
· Vorden 
· Wadenoijen 
· Wamel 
· Warnsveld 
· Wehl 
· Wisch 
· Zelhem 
· Zoelen